# مانک، پاکستان
مانک (به انگلیسی: Manak) یک منطقهٔ مسکونی در پاکستان است که در پنجاب واقع شده‌است. مانک ۱۷۳ متر بالاتر از سطح دریا واقع شده‌است.